# Tania Balachova
Tatiana Pavlovna Balachova (in russo Татьяна Павловна Балашова?, traslitterazione scientifica: Tat'jana Pavlovna Balašova; in russo Таня Балашова?, traslitterazione scientifica: Tanja Balašova; San Pietroburgo, 25 febbraio 1902 – Bagnoles-de-l'Orne, 4 agosto 1973) è stata un'attrice francese di origine russa.
Dopo la seconda guerra mondiale divenne una delle insegnanti di recitazione più influenti in Francia.

## Biografia
Nata a San Pietroburgo, con la sua famiglia emigrò a Bruxelles, dove studiò al Conservatorio Reale. Durante gli anni accademici conobbe il suo futuro marito, l'attore belga Raymond Rouleau.
Dopo il matrimonio la coppia si trasferì a Parigi, dove i coniugi Rouleau collaborarono con Gaston Baty, Charles Dullin, Louis Jouvet, Georges Pitoëff e Antonin Artaud, tra gli altri. Si separarono nel 1940, anche se continuarono a lavorare insieme professionalmente.
Balachova diede origine al ruolo di Inès in A porte chiuse di Jean-Paul Sartre al Teatro Vieux-Colombier nel maggio 1944. Divenne una delle più influenti insegnanti di recitazione in Francia, formando molti della futura generazione di talenti teatrali e cinematografici della nazione, tra cui Maurice Garrel, Danièle Delorme, Christian Marquand e Antoine Vitez.
Morì a Bagnoles-de-l'Orne il 4 agosto 1973 per un attacco cardiaco.

## Opere teatrali selezionate
- Il sogno (1928)[8]
- Dybbuk (1928)[8]
- A porte chiuse (1944)